# Stanislav Moša
Stanislav Moša (* 12. Februar 1956 in Nový Jičín) ist ein tschechischer Regisseur, Drehbuchautor und Theaterleiter.
Nach dem Abschluss des Gymnasiums studierte Moša zunächst Musik am Staatskonservatorium von Ostrava und den Schauspielregie an der
Janáček-Akademie (JAMU) in Brünn. 1983 erhielt er eine Stelle als Regisseur am Theater der Brüder Mrštík in Brünn, dessen künstlerischer Leiter er wurde. Daneben unterrichtete er von 1984 bis 1994 auch an der Janáček-Akademie und leitete dort drei Jahre lang das Schauspielstudio. 1992 wurde er Direktor des Stadttheaters in Brünn. Unter seiner Leitung entstand als zweite Spielstätte des Stadttheaters ein Musiktheater, das 2004 eröffnet wurde.
Als Regisseur erarbeitete Moša mehr als 150 Aufführungen, darunter neben Schauspielen auch viele Musicals wie West Side Story, My Fair Lady, Jesus Christ Superstar, Joseph and the Amazing Technicolor Dreamcoat, Die Hexen von Eastwick, Oliver!, Fame, Cabaret, Evita, Die Schöne und das Biest und Les Misérables am Stadttheater Brünn. Außerdem war er als Regisseur auch in Deutschland, Österreich, der Schweiz, Italien, Slowenien, der Slowakei, Kroatien, den Niederlanden, Portugal und Spanien aktiv. Als Librettist und Textautor arbeitete Moša u. a. für Zdeněk Merta und Petr Ulrych. Er bearbeitete Hašeks berühmten Roman Der brave Soldat Schwejk für die Bühne und realisierte mehrere Theaterproduktionen für das Tschechische Fernsehen.